# Hakaniemen Kauppahalli

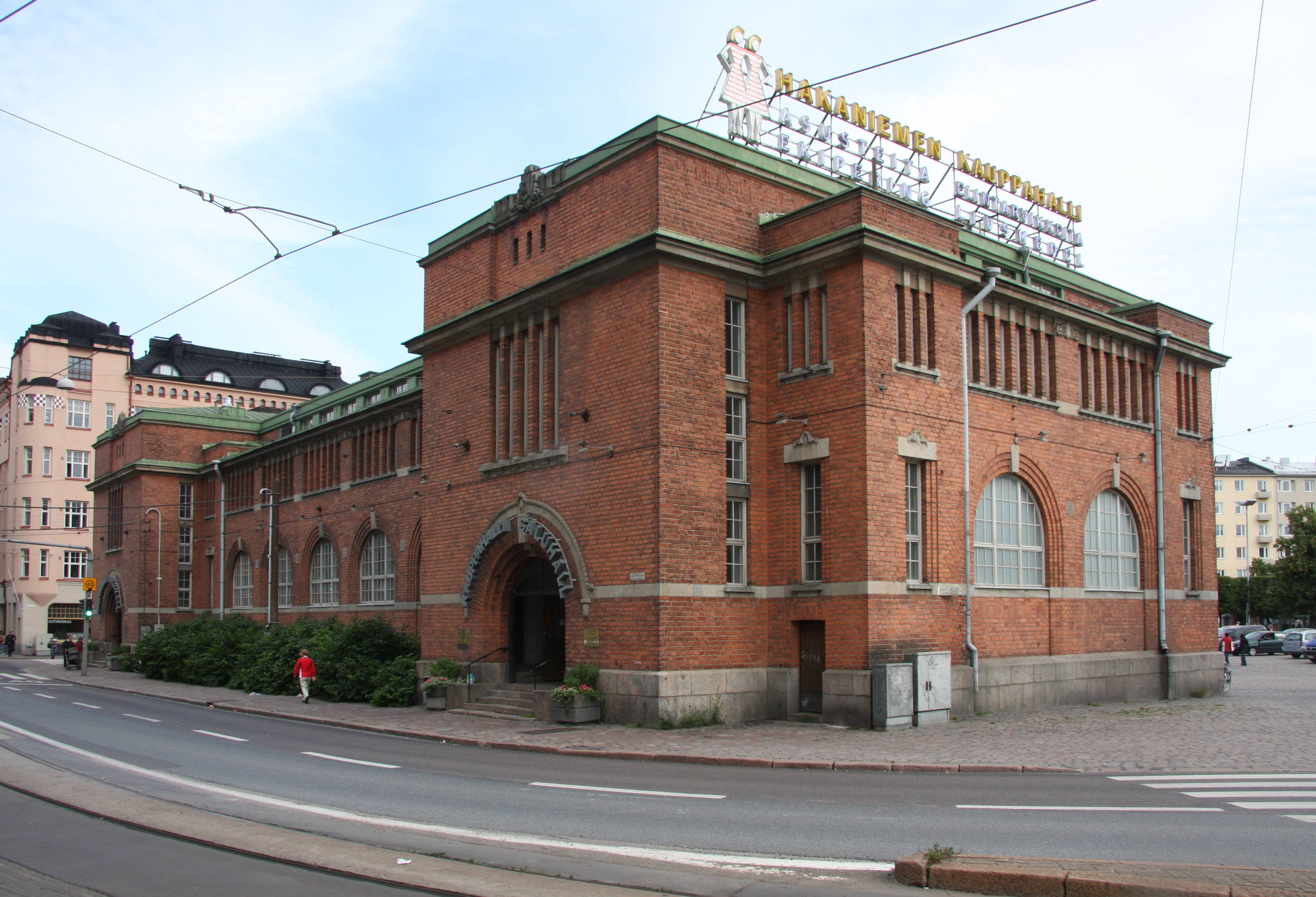
Hakaniemen Kauppahalli (2008)

Die Hakaniemen Kauppahalli ist eine historische Markt- und Kaufhalle in Hakaniemi im Stadtteil Kallio der finnischen Hauptstadt Helsinki.
Die Markthalle wurde von dem finnischen Architekten Einar Flinckenberg geplant und von Karl Hård af Segerstadin ab 1912 erbaut. Am 1. Juni 1914 wurde die Hakaniemen Kauppahalli eröffnet.  
Das zweistöckige Gebäude mit Keller und Nebengebäude beherbergte bei der Eröffnung im Erdgeschoss 11 Fisch- und 114 Lebensmittelgeschäfte mit Fleisch-, Käse- und Backwarenhändlern. Im Obergeschoss befinden sich mehr als 100 Einzelhandelsgeschäfte mit Stoff-, Leder- und Haushaltswaren sowie Restaurantbetriebe. Aus Anlass der – geplanten – Olympischen Sommerspiele 1940 wurden in der Kaufhalle neue Sanitäranlagen eingebaut.
Die unter Denkmalschutz stehende Halle wurde zum ersten Mal 1956 renoviert. 1971 wurde das Gebäude für zehn Monate wegen umfangreicher Umbauarbeiten und Sanierungen geschlossen. Seit 1. Dezember 1971 ist die Kaufhalle jeden Werktag geöffnet. 